# Paracadutista

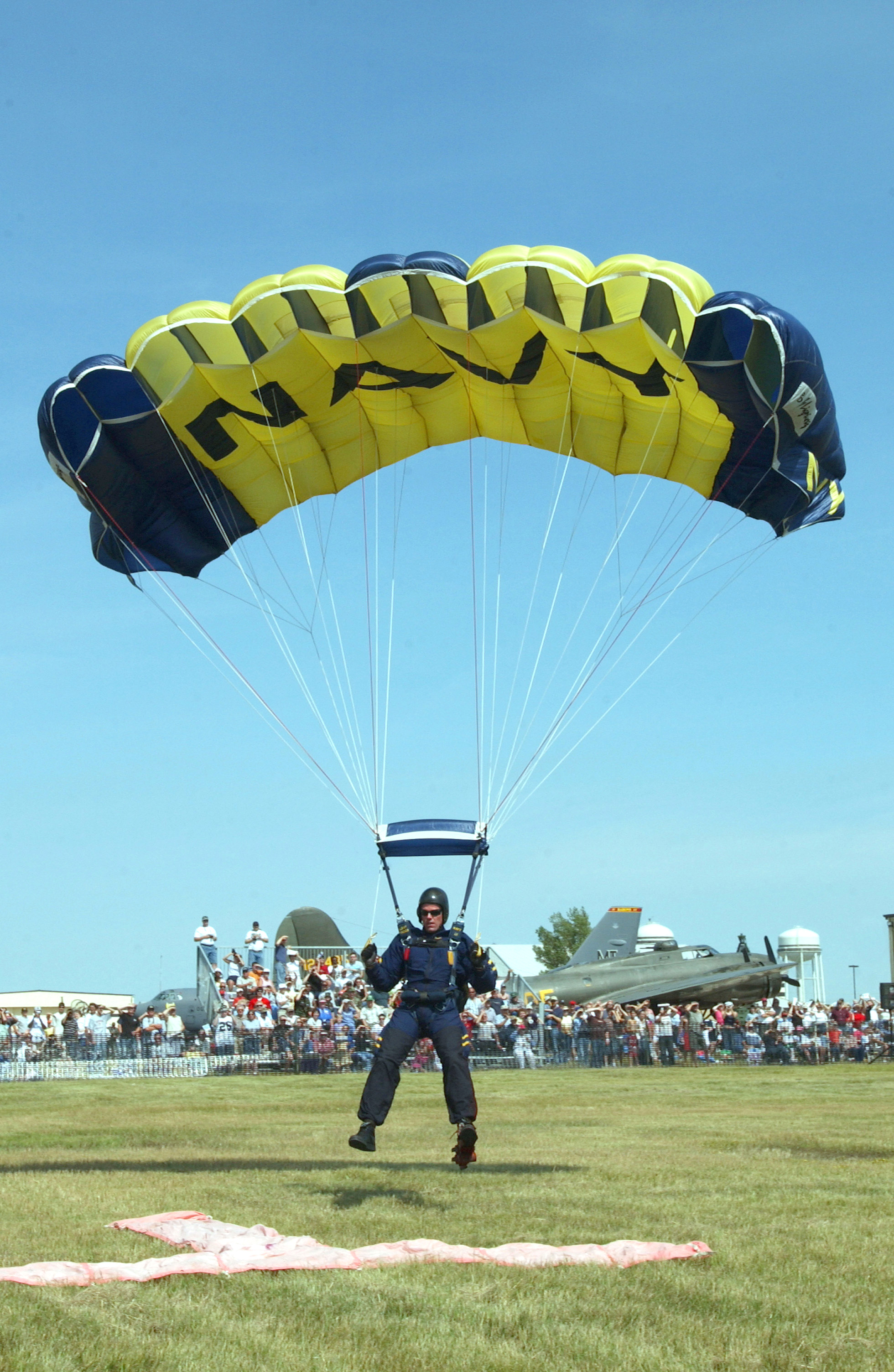
Un paracadutista dell'U.S. Navy Parachute Demonstration Team.

Un paracadutista è una persona che pratica il paracadutismo, che sia cioè abilitato a lanciarsi nel vuoto da altezze elevate con un paracadute.
Col termine "paracadutista" in alcuni paesi (Italia, Spagna) si individua sia coloro che si lanciano per fini ludici (paracadutismo sportivo od estremo, B.A.S.E. Jumping), sia i paracadutisti militari, cioè gli appartenenti alle unità di fanteria, artiglieria, incursori, mentre nei paesi anglofoni il primo è chiamato parachutist ed il secondo paratrooper.

## Il paracadutista militare
I parà sono una particolare unità di molti eserciti addestrati al lancio dietro alle linee nemiche, al fine di compiere sia operazioni di aviassalto che operazioni di interdizione e sabotaggio.
La selezione e l'addestramento delle unità di paracadutisti sono solitamente più rigorose di quelle di altre unità militari, ed il conseguimento dei segni distintivi di paracadutista militare (il brevetto, le ali, il basco amaranto) sono solitamente considerati un forte indice di esprit de corps ("spirito di corpo") tra gli appartenenti a queste unità.